# 席法友
席 法友（せき ほうゆう、生年不詳 - 517年）は、中国の南北朝時代の軍人。本貫は安定郡。

## 経歴
はじめ南朝斉に仕え、軍功により北新蔡安豊二郡太守となり、建安戍主をつとめた。永元2年（500年）、蕭宝巻が胡景略を派遣して法友の任に代えようとしたため、法友は命に逆らって寿春に留まり、裴叔業とともに北魏に帰順した。同年（北魏の景明元年）、冠軍将軍・南豫州刺史に任じられ、苞信県開国伯に封じられた。裴叔業の死後、法友は裴植とともに裴叔業の遺志を継いで淮南の平定につとめた。冠軍将軍・華州刺史に任じられたが、受けないうちに、并州刺史に転じた。1年あまりして召還された。正始2年（505年）、梁の将の楊公則が揚州に侵攻してくると、法友は仮の征虜将軍として楊公則に当たることとなった。法友が現地に到着しないうちに、楊公則は敗走した。永平4年（511年）、仮持節・前将軍の位を受け、別将として淮南に進出し、朐山の包囲を解こうとした。法友が淮水を渡ったところ、魏軍の主力を率いる盧昶が大敗して朐山が陥落したため、法友も撤退した（朐山の戦い）。宣武帝の末年、前将軍・済州刺史に任じられた。乗氏県伯に徙封された。孝明帝の初年、光禄大夫の位を受けた。熙平2年（517年）、死去した。平西将軍・秦州刺史の位を追贈された。諡は襄侯といった。
子の席景通が後を嗣ぎ、元継・元叉親子に仕えて司空掾となり、後に右軍将軍・鎮軍将軍の位を加えられた。

## 伝記資料
- 『魏書』巻71 列伝第59
- 『北史』巻45 列伝第33